# Euagathis khasiana
Euagathis khasiana är en stekelart som först beskrevs av Cameron 1899.  Euagathis khasiana ingår i släktet Euagathis och familjen bracksteklar. Inga underarter finns listade i Catalogue of Life.